# Irving Bacon

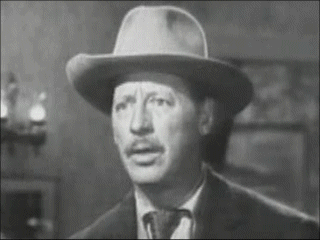
Irving Bacon

Irving Bacon (* 6. September 1893 in Saint Joseph, Missouri; † 5. Februar 1965 in Hollywood, Kalifornien) war ein US-amerikanischer Charakterdarsteller mit rund 540 Film- und Fernsehauftritten zwischen 1915 und 1965. Mit seinen Darstellungen von Durchschnittstypen gehörte er zu den vielbeschäftigsten Nebendarstellern Hollywoods.

## Leben und Karriere
Irving Bacon begann seine Filmkarriere im Alter von zwanzig Jahren bei den Keystone Studios von Mack Sennett. Durch seine athletischen Fähigkeiten und sein markantes Aussehen wurde Bacon während der Stummfilmzeit vor allem als Komiker in Slapstick-Komödien eingesetzt. Schon in jungen Jahren spielte er Figuren, die deutlich älter als er selbst waren. Im Gegensatz zu vielen anderen Stummfilmschauspielern gelang Bacon der Sprung zum Tonfilm Ende der 1920er-Jahre ohne Probleme, er drehte sogar noch mehr Filme. Häufig wurde Bacon als manchmal etwas unbeholfener, aber freundlicher Durchschnittsbürger eingesetzt. Er spielte regelmäßig Milchmänner, Bedienstete, Barmänner, Taxifahrer oder Handwerker. Unter seinen Filmauftritten in kleineren bis mittleren Nebenrollen waren Klassiker wie Vom Winde verweht, Hier ist John Doe, Im Schatten des Zweifels und Ein neuer Stern am Himmel. Größere Nebenrollen oder gar Hauptrollen übernahm Bacon aber nur selten, und wenn, dann in eher kleineren Filmen.
Eine wiederkehrende Rolle hatte Bacon in der Blondie-Filmreihe, von der insgesamt 28 Filme gedreht wurden: Hier verkörperte er den bemitleidenswerten Postboten Crump, welcher als Running Gag der Serie immer wieder angefahren wird, sodass seine Post durch die Luft fliegt. Im Laufe seiner langen Filmkarriere arbeitete er dabei mit vielen der bedeutendsten Regisseuren, Produzenten und Schauspielern seiner Zeit zusammen. Er spielte insgesamt im Laufe seiner Karriere in über 500 Kinofilmen, eine außergewöhnliche Zahl, und daneben hatte er ab den 1950er-Jahren auch Gastrollen in zahlreichen Fernsehserien. Zudem war Bacon auch als Theaterschauspieler tätig.
Bis zu ihrem Tod im Jahre 1934 war Bacon mit Margaret Bac verheiratet gewesen, sie hatten eine Tochter und einen Sohn. Irving Bacon starb im Februar 1965 im Alter von 71 Jahren in Hollywood und wurde auf dem Fort Rosecrans National Cemetery in San Diego beigesetzt.

## Filmografie (Auswahl)
- 1915: A Favorite Fool (Kurzfilm)
- 1923: Anna Christie
- 1928: Das zweite Leben (Three Sinners)
- 1928: The Head Man
- 1929: Goldjäger in Kalifornien (Tide of Empire)
- 1929: Der Mann mit den zwei Frauen (The Saturday Night Kid)
- 1930: Street of Chance
- 1930: Der Autowüstling (Burning Up)
- 1931: Von Banditen überfallen (Alias the Bad Man)
- 1931: Bad Girl
- 1931: Sturz in den Abgrund (Branded Men)
- 1932: Union Depot
- 1932: Madame verliert ihr Kleid (This Is the Night)
- 1932: Beine sind Gold wert (Million Dollar Legs)
- 1932: Jagd auf James A. (I Am a Fugitive from a Chain Gang)
- 1932: Wenn ich eine Million hätte (If I Had a Million)
- 1933: The Keyhole
- 1933: Lilly Turner
- 1933: Der Detektiv und die Spielerin (Private Detective 62)
- 1933: Lady für einen Tag (Lady for a Day)
- 1933: Ann Vickers
- 1933: Der Boß ist eine schöne Frau (Female)
- 1934: Eight Girls in a Boat
- 1934: Wo ist das Kind der Madeleine F.? (Miss Fane’s Baby Is Stolen)
- 1934: Sechs von einer Sorte (Six of a Kind)
- 1934: Jagd nach dem Glück (The Pursuit of Happiness)
- 1934: Es geschah in einer Nacht (It Happened One Night)
- 1934: George White’s Scandals
- 1934: Broadway Bill
- 1934: Novak liebt Amerika (Romance in Manhattan)
- 1934: Babbitt
- 1935: Oberarzt Dr. Monet (Private Worlds)
- 1935: Der gläserne Schlüssel (The Glass Key)
- 1935: Männer ohne Namen (Men Without Names)
- 1935: Der elektrische Stuhl (The Murder Man)
- 1935: Diamanten-Jim (Diamond Jim)
- 1935: Das Tal des Todes (Wanderer of the Wasteland)
- 1935: Goin’ to Town
- 1935: The Farmer Takes a Wife
- 1936: Kampf in den Bergen (The Trail of the Lonesome Pine)
- 1936: Mr. Deeds geht in die Stadt (Mr. Deeds Goes to Town)
- 1936: San Francisco
- 1936: Texas Rangers (The Texas Rangers)
- 1936: Verbrecherjagd (Murder with Pictures)
- 1936: Die zweite Mutter (Valiant Is the Word for Carrie)
- 1936: The Big Broadcast of 1937
- 1936: Der Held der Prärie (The Plainsman)
- 1937: Assistenzarzt Dr. Kilder (Internes Can’t Take Money)
- 1937: Ein Stern geht auf (A Star Is Born)
- 1937: Topper – Das blonde Gespenst (Topper)
- 1937: Für Sie, Madame … (Vogues of 1938)
- 1937: It’s Love I’m After
- 1937: Die große Stadt (Big City)
- 1937: Ein Mordsschwindel (True Confession)
- 1937: Jeder Tag ein Feiertag (Every Day’s a Holiday)
- 1938: The Big Broadcast of 1938
- 1938: Mr. Moto und der Wettbetrug (Mr. Moto’s Gamble)
- 1938: Der gejagte Professor (Professor Beware)
- 1938: Tropic Holiday
- 1938: Das Doppelleben des Dr. Clitterhouse (The Amazing Dr. Clitterhouse)
- 1938: Über die Grenze entkommen (The Texans)
- 1938: Piraten in Alaska (Spawn of the North)
- 1938: Lebenskünstler (You Can’t Take It With You)
- 1938: Millionärin auf Abwegen (There Goes My Heart)
- 1938: Drei Schwestern aus Montana (The Sisters)
- 1938: Mein Mann, der Cowboy (The Cowboy and the Lady)
- 1938: Blondie
- 1938: Sweethearts
- 1939: Zum Verbrecher verurteilt (They Made Me a Criminal)
- 1939: The Lone Wolf Spy Hunt
- 1939: Ein ideales Paar (Made for Each Other)
- 1939: Die Abenteuer des Huckleberry Finn (The Adventures of Huckleberry Finn)
- 1939: Der Frechdachs von Arizona (The Arizona Wildcat)
- 1939: Ehrlich währt am längsten (You Can’t Cheat an Honest Man)
- 1939: Oklahoma Kid (The Oklahoma Kid)
- 1939: Blondie Meets the Boss
- 1939: Der große Betrug (The Lady’s from Kentucky)
- 1939: Second Fiddle
- 1939: Die Findelmutter (Bachelor Mother)
- 1939: Blondie Takes a Vacation
- 1939: Damals in Hollywood (Hollywood Cavalcade)
- 1939: Die Marx Brothers im Zirkus (At the Circus)
- 1939: Nenn mich Hilda (The Housekeeper’s Daughter)
- 1939: Blondie Brings Up Baby
- 1939: Vom Winde verweht (Gone with the Wind)
- 1940: Sein Mädchen für besondere Fälle (His Girl Friday)
- 1940: Früchte des Zorns (The Grapes of Wrath)
- 1940: Paul Ehrlich – Ein Leben für die Forschung (Dr. Ehrlich’s Magic Bullet)
- 1940: Broadway Melodie 1940 (Broadway Melody of 1940)
- 1940: Blondie on a Budget
- 1940: Hochzeit wider Willen (The Doctor Takes a Wife)
- 1940: Der große Edison (Edison, the Man)
- 1940: Lillian Russell
- 1940: Blondie Has Servant Trouble
- 1940: Rache für Jesse James (The Return of Frank James)
- 1940: The Howards of Virginia
- 1940: Blondie Plays Cupid
- 1940: Flight Command
- 1941: Überfall der Ogalalla (Western Union)
- 1941: Seitenstraße (Back Street)
- 1941: Tabakstraße (Tobacco Road)
- 1941: Blondie Goes Latin
- 1941: Hier ist John Doe (Meet John Doe)
- 1941: Der Dollarregen (Million Dollar Baby)
- 1941: Blondie in Society
- 1941: Die ewige Eva (It Started with Eve)
- 1941: Schrecken der Kompanie (Great Guns)
- 1941: Gib einem Trottel keine Chance (Never Give a Sucker an Even Break)
- 1941: Sein letztes Kommando (They Died with Their Boots On)
- 1941: Eheposse (Skylark)
- 1941: Echo der Jugend (Remember the Day)
- 1942: Blondie’s Blessed Event
- 1942: Die Freibeuterin (The Spoilers)
- 1942: Musik, Musik (Holiday Inn)
- 1942: Blondie for Victory
- 1942: Footlight Serenade
- 1942: Abbott und Costello unter Kannibalen (Pardon My Sarong)
- 1942: Star Spangled Rhythm
- 1943: Im Schatten des Zweifels (Shadow of a Doubt)
- 1943: Neun Kinder und kein Vater (The Amazing Mrs. Holliday)
- 1943: Einsatz im Nordatlantik (Action in the North Atlantic)
- 1943: Desperados – Aufruhr der Gesetzlosen (The Desperadoes)
- 1943: It’s a Great Life
- 1943: Hers to Hold
- 1943: This Is the Army
- 1943: Johnny Come Lately
- 1943: Footlight Glamour
- 1943: Girl Crazy
- 1943: Die Hölle von Oklahoma (In Old Oklahoma)
- 1943: Unternehmen Donnerschlag (Gung Ho!)
- 1943: Kampf in den Wolken (A Guy Named Joe)
- 1943: Eine Frau hat Erfolg (What a Woman!)
- 1944: Knickerbocker Holiday
- 1944: Dr. Wassells Flucht aus Java (The Story of Dr. Wassell)
- 1944: Song of the Open Road
- 1944: Als du Abschied nahmst (Since You Went Away)
- 1944: Mission im Pazifik (Wing and a Prayer)
- 1944: So ein Papa (Casanova Brown)
- 1944: Der dünne Mann kehrt heim (The Thin Man Goes Home)
- 1944: Das Lied des goldenen Westens (Can’t Help Singing)
- 1945: Eine Frau mit Unternehmungsgeist (Roughly Speaking)
- 1945: Hitchhike to Happiness
- 1945: Seine Frau ist meine Frau (Guest Wife)
- 1945: Weekend im Waldorf (Week-End at the Waldorf)
- 1945: Star in the Night (Kurzfilm)
- 1945: Ich kämpfe um dich (Spellbound)
- 1947: Monsieur Verdoux – Der Frauenmörder von Paris (Monsieur Verdoux)
- 1947: Meine bessere Hälfte (Dear Ruth)
- 1947: So einfach ist die Liebe nicht (The Bachelor and the Bobby-Soxer)
- 1947: Anklage: Mord (High Wall)
- 1947: Die Dame und der Cowboy (Saddle Pals)
- 1948: Der Rächer der Todesschlucht (Albuquerque)
- 1948: Der beste Mann (State of the Union)
- 1948: Die bronzene Göttin (The Velvet Touch)
- 1948: Erbe des Henkers (Moonrise)
- 1948: Fünf auf Hochzeitsreise (Family Honeymoon)
- 1948: Words and Music
- 1948: Der Todesverächter (Whispering Smith)
- 1948: Der beste Mann der Stadt (Good Sam)
- 1949: Raubkatze (The Big Cat)
- 1949: Vom FBI gejagt (Manhandled)
- 1949: Ein tolles Gefühl (It’s a Great Feeling)
- 1950: Dein Leben in meiner Hand (Woman in Hiding)
- 1950: Varieté-Prinzessin (Wabash Avenue)
- 1950: Lach und wein mit mir (Riding High)
- 1950: Wilde Jahre in Lawrenceville (The Happy Years)
- 1950: Never a Dull Moment
- 1950: Born to Be Bad
- 1950: Mr. Music
- 1951: Grund zur Aufregung (Cause for Alarm!)
- 1951: Hochzeitsparade (Here Comes the Groom)
- 1952: Vater werden ist nicht schwer (Room for One More)
- 1952: Die Rose von Cimarron (Rose of Cimarron)
- 1952: Fünf Perlen (O. Henry’s Full House)
- 1952/1955: I Love Lucy (Fernsehserie, 2 Folgen)
- 1953: Hölle der Gefangenen (Devil’s Canyon)
- 1953: Kansas Pazifik (Kansas Pacific)
- 1953: Fort Ti
- 1954: Die Glenn Miller Story (The Glenn Miller Story)
- 1954: Der blaue Mustang (Black Horse Canyon)
- 1954: Ein neuer Stern am Himmel (A Star Is Born)
- 1954–1955: My Little Margie (Serie, 3 Folgen)
- 1955: Im Schatten des Galgens (Run for Cover)
- 1955: In Acht und Bann (At Gunpoint)
- 1956: Galgenfrist (Hidden Guns)
- 1956: Die Todesschlucht von Laramie (Dakota Incident)
- 1957: Erwachsen müßte man sein (Leave It to Beaver, Serie, Folge 1x02)
- 1957: Die Texas Rangers (Tales of the Texas Rangers, Serie, Folge 2x08)
- 1958: Ambush at Cimarron Pass
- 1958: The Real McCoys (Fernsehserie, Folge 1x21)
- 1958: Mickey Mouse Club (Fernsehserie, 4 Folgen)
- 1958: Die Letzten der 2. Schwadron (Fort Massacre)
- 1958: 77 Sunset Strip (Fernsehserie, Folge 1x02)
- 1958–1960: Maverick (Fernsehserie, 3 Folgen)
- 1960: Am Fuß der blauen Berge (Laramie, Fernsehserie, Folge 1x26)
- 1965: The Dick Van Dyke Show (Fernsehserie, Folge 4x22)